# Abu Jihad
Khalīl al-Wazīr, vero nome di Abū Jihād (in arabo خليل إبراهيم محمود الوزير‎?, Khalīl Ibrāhīm Mahmūd al-Wazīr; Ramla, 10 ottobre 1935 – Tunisi, 16 aprile 1988), è stato un militare e politico palestinese tra i fondatori del gruppo palestinese di al-Fatḥ (in seguito componente maggioritaria dell'OLP) e successivamente tra i principali aiutanti di Yasser Arafat e leader della guerriglia arabo-palestinese.

## Biografia
Nato a Ramla (Palestina storica), nel 1948 divenne un rifugiato in seguito all'occupazione della sua città da parte degli ebrei durante la guerra di Palestina di 1948. Completò la sua formazione scolastica nel campo profughi di "al-Burayj" nella striscia di Gaza. Negli anni cinquanta partecipò ad alcune azioni contro i villaggi israeliani di frontiera. Nel 1954 fu imprigionato dalle autorità egiziane in quanto aderente al movimento dei Fratelli Musulmani. Nel 1956, durante gli studi universitari ad Alessandria, al-Wazīr si addestrò militarmente al Cairo.
Successivamente fu insegnante in Kuwait ed ivi rimase fino al 1963.

## Attività guerrigliera
Khalīl al-Wazīr svolse un ruolo importante nel 1970-1971 nella creazione del gruppo Settembre Nero durante la guerra civile in Giordania. Negli anni '70 fu la mente operativa per preparare combattenti specializzati i quali avevano come compito principale l'esecuzione di attentati contro Israele. Si ricordano in particolare i sanguinosi attacchi terroristici del 1975 all'albergo Savoy, sulla spiaggia di Tel Aviv, e del 1978 contro un autobus sull'autostrada costiera vicino a Tel Aviv.
Fu ucciso a Tunisi nel 1988 da commando israeliani, organizzati da Ehud Barak, che successivamente divenne primo ministro di Israele. Gli Stati Uniti hanno condannato il suo omicidio come assassinio politico.